# Matilde Ortiz

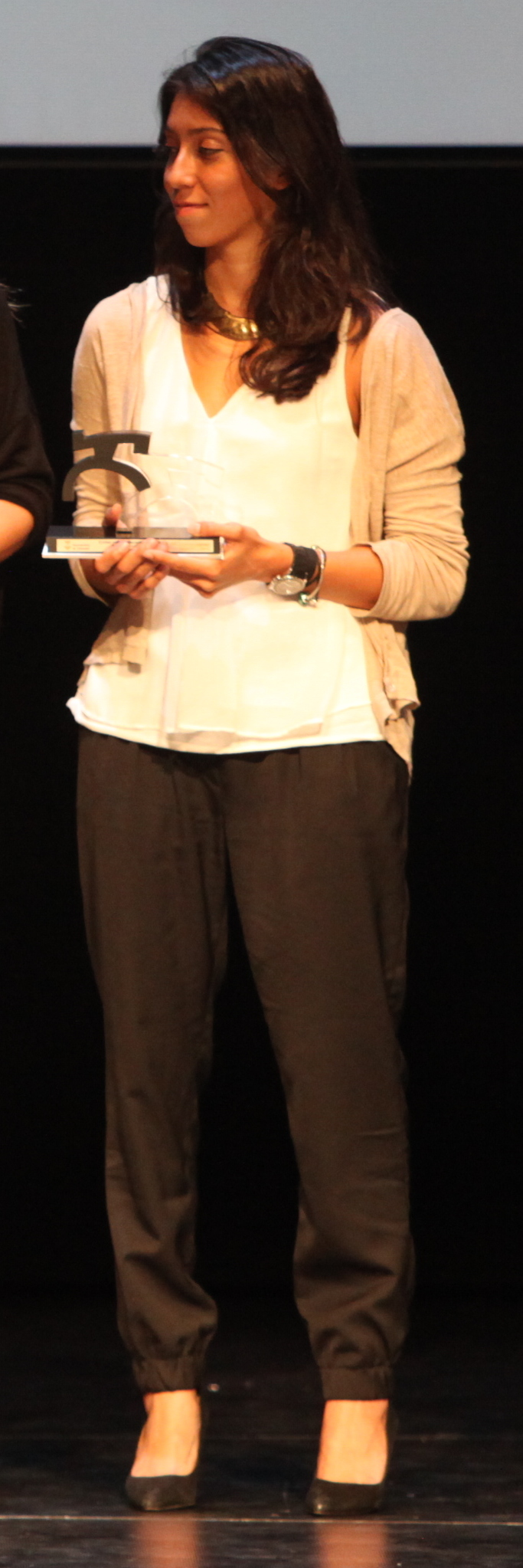
Matilde Ortiz bei einem Empfang 2014

Matilde „Mati“ Ortiz Reyes (* 16. September 1990 in Veracruz, Mexiko) ist eine spanische Wasserballspielerin. Sie gewann mit der spanischen Nationalmannschaft 2012 eine olympische Silbermedaille. 2013 war sie Weltmeisterin und 2017 Weltmeisterschaftszweite, 2014 Europameisterin und 2018 Europameisterschaftsdritte.

## Sportliche Karriere
Die 1,74 Meter große Matilde Ortiz spielte beim Club Natació Sabadell und war mit diesem Verein vielfache spanische Meisterin.
2011 bei der Weltmeisterschaft in Shanghai verfehlte die spanische Mannschaft das Viertelfinale und wurde Elfte. Im Jahr darauf gewannen die Spanierinnen bei den Olympischen Spielen 2012 in London ihre Vorrundengruppe vor dem US-Team, wobei der direkte Vergleich 9:9 endete. Mit Siegen über die Britinnen im Viertelfinale und über die Ungarinnen im Halbfinale erreichte die spanische Mannschaft das Finale gegen das US-Team. Diesmal gewannen die Amerikanerinnen mit 8:5. Matilde Ortiz warf im Turnierverlauf vier Tore, eines davon im Halbfinale. 2013 trafen bei der Weltmeisterschaft in Barcelona die Spanierinnen und das US-Team bereits im Viertelfinale aufeinander und die Spanierinnen gewannen mit 9:6. Mit einem 13:12-Halbfinalsieg über Ungarn und einem 8:6-Finalsieg gegen Australien gewannen die Spanierinnen den Weltmeistertitel. Matilde Ortiz warf zwei Tore. 2014 bei der Europameisterschaft in Budapest gewannen die Spanierinnen ihre Vorrundengruppe wegen der besseren Tordifferenz trotz einer Niederlage gegen die Russinnen. Mit Siegen über die Ungarinnen im Halbfinale und die Niederländerinnen im Finale erspielten sich die Spanierinnen den Europameistertitel. Bei der Weltmeisterschaft 2015 in Kasan verloren die Spanierinnen im Viertelfinale gegen das Team aus den Vereinigten Staaten und belegten letztlich den siebten Rang.
2016 bei den Olympischen Spielen in Rio de Janeiro wurden die Spanierinnen in der Vorrunde Zweite hinter dem US-Team. Im Viertelfinale unterlagen sie den Russinnen und erreichten am Ende den fünften Platz. Matilde Ortiz warf ihr einziges Tor im Viertelfinale. Bei der Weltmeisterschaft 2017 in Budapest bezwangen die Spanierinnen im Viertelfinale die Griechinnen im Penaltyschießen. Nach einem Halbfinalsieg über die Kanadierinnen verloren die Spanierinnen im Endspiel mit 6:13 gegen die Mannschaft aus den Vereinigten Staaten. 2018 gewannen die Spanierinnen bei den Mittelmeerspielen in Tarragona vor den Italienerinnen und den Griechinnen. Bei der Europameisterschaft 2018 in Barcelona verloren die Spanierinnen im Halbfinale gegen die Griechinnen. Im Spiel um den dritten Platz besiegten sie die Ungarinnen mit 12:6. Ortiz warf sechs Turniertore, davon eins im Spiel um Bronze.